# جاكي روبنسون
جاكي روبنسون (بالإنجليزية: Jackie Robinson)‏ (10 أغسطس 1917 في المملكة المتحدة - 30 يوليو 1972 في المملكة المتحدة) هو لاعب كرة قدم بريطاني في مركز مهاجم داخلي. شارك مع منتخب إنجلترا لكرة القدم. أما مع النوادي، فقد لعب مع شيفيلد وينزداي وكولتشستر يونايتد ونادي سندرلاند ولينكولن سيتي أف سي.

## مسيرته الكروية
لعب جاكي روبنسون خلال مسيرته الاحترافية مع 3 أندية في أحد عشر موسمًا وسجل خلالها 70 هدف ضمن 200 مباراة. ولم يفز بأي موسم بالكأس أو بالدوري.
خاض جاكي روبنسون مسيرته مع نادي شيفيلد وينزداي في موسم 1934–35 ليلعب معه سبعة مواسم، مشاركًا في 110 مباراة سجل خلالها 34 هدفًا. ثم انتقل إلى نادي سندرلاند في موسم 1946–47 واستمر معه طيلة ثلاثة مواسم، حيث شارك في 82 مباراة سجل خلالها 31 هدفًا. لينتقل بعدها إلى نادي لينكولن سيتي في موسم 1949–50 لمدة موسم واحد، مشاركًا في 8 مباريات سجل خلالها 5 أهداف.

## وصلات خارجية
- جاكي روبنسون على موقع ناشيونال فوتبول تيمز (الإنجليزية)